# Alessandro Milesi
Pour les articles homonymes, voir Milesi.
Alessandro Milesi né en 1856 à Venise et mort en 1945, est un peintre italien, représentant principalement des sujets de genre.

## Biographie
Alessandro Milesi naît le 28 avril 1856 à Venise.
Il est l'élève de Napoleone Nani à l'Académie des Beaux-Arts de Venise de 1869 à 1874, il suit son maître à Vérone, retournant dans sa ville natale en 1876. Le travail qu'il présente aux expositions nationales de Milan (1881) et de Venise (1887) fonde sa réputation de peintre de la vie vénitienne quotidienne, perpétuant la tradition de Giacomo Favretto mais également influencé par la nouvelle approche artistique d'Ettore Tito et deCesare Laurenti. Médaillé d'or à l'exposition internationale de Boston en 1890, il participe à la Triennale de Milan et à toutes les éditions de la Biennale de Venise de 1895 à 1935, avec une exposition personnelle en 1912 et une exposition anthologique en 1935. Il remporte un grand succès avec des portraits des classes moyennes vénitiennes au début du nouveau siècle et continue à peindre des écrivains, des musiciens et des acteurs également dans les décennies suivantes. 
La pinacothèque de Munich conserve de lui A l'heure du crépuscule.
Alessandro Milesi meurt en 1945.

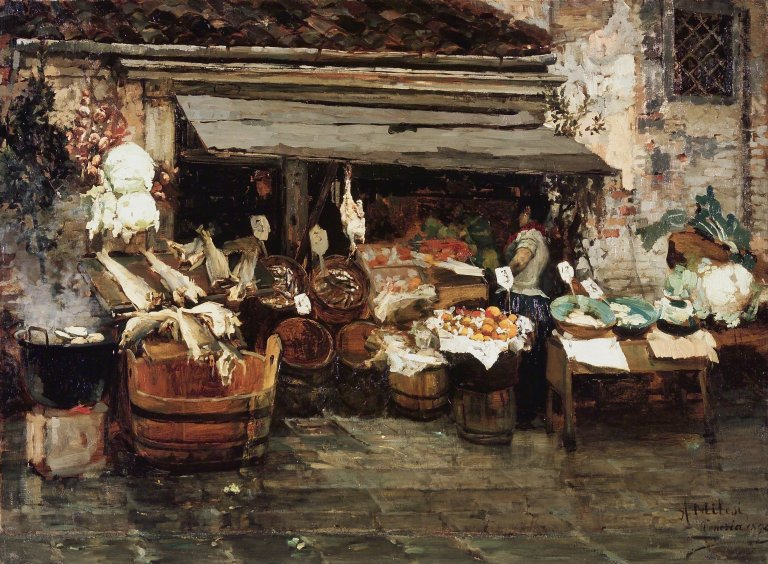
Scène de marché, Brooklyn Museum (Ca 1894)
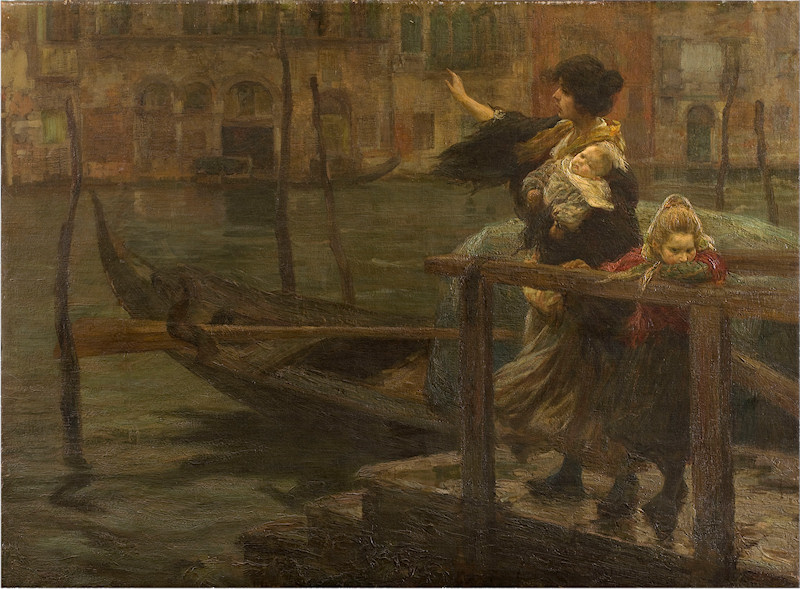
La traversata ou La partenza del marinaio ( Fondazione Cariplo )(1901)
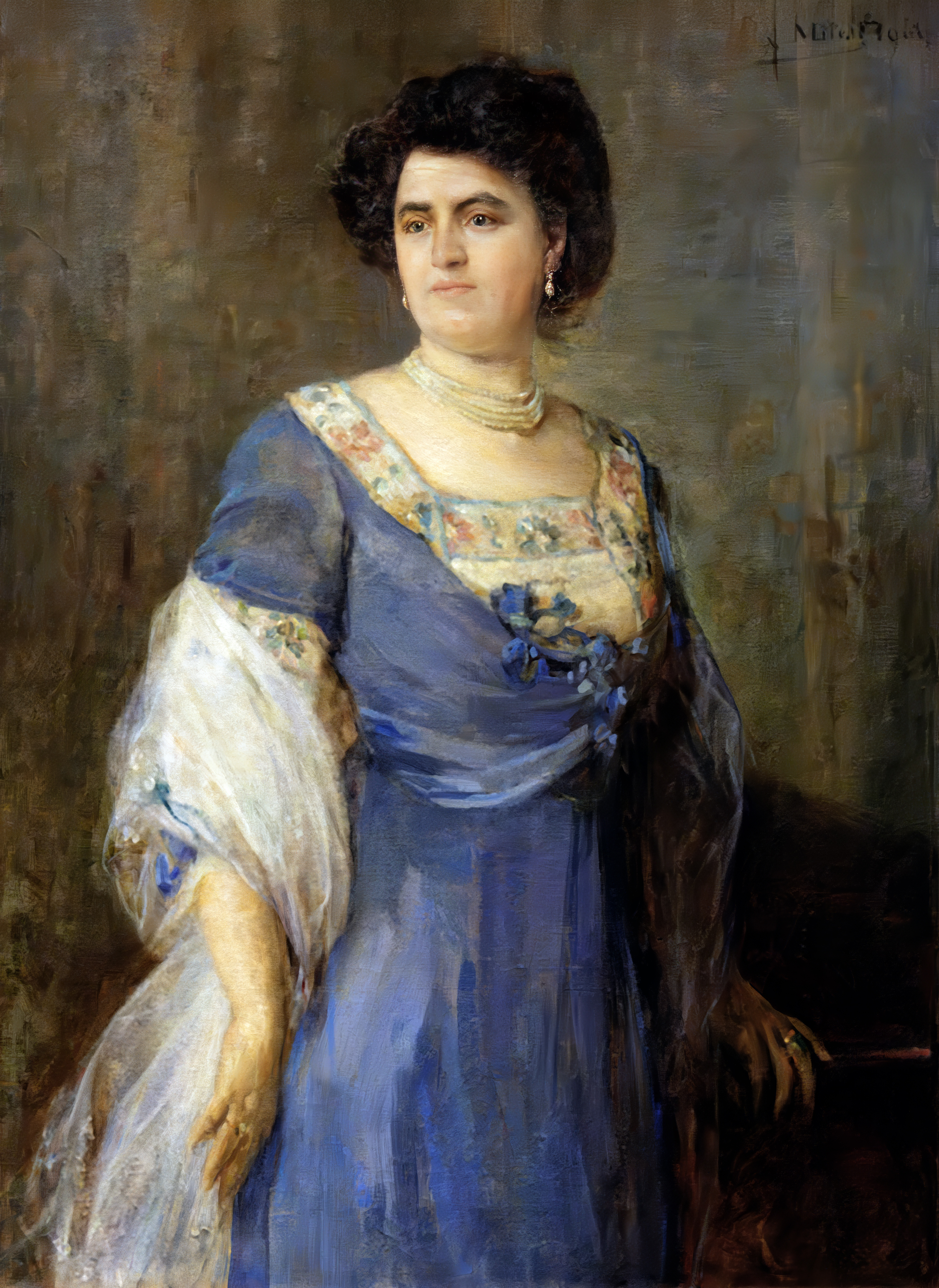
Portrait de Dame (1909) Collection privée